# Blankensteinhütte
Die Blankensteinhütte ist eine Selbstversorgerhütte der Sektion Oberland des Deutschen Alpenvereins unterhalb des Blankenstein, welche ausschließlich für Mitglieder dieser Sektion und der Sektion München zugänglich ist.

## Geschichte
Die Jugendgruppe der Sektion Oberland äußerte 1937 den Wunsch einer eigenen Hütte. Ein Platz war an der Nordseite des Blankensteins ausfindig gemacht worden. Man erwarb den Grund von der Forstbehörde. Im Sommer 1938 konnte mit dem Bau eines Blockhauses für die Jugend begonnen werden. Schon vor Einbruch des Winters stand die Hütte beziehbar da, wenn auch noch einiges für das nächste Jahr zu tun übrig blieb. Wegen der Kriegsereignisse konnte die Hütte erst am 20. September 1953 eingeweiht werden. Zum Andenken an einen unermüdlichen Helfer der Jugend Oberlands bekam die Hütte den Beinamen Max-Schaarschmidt-Hütte.

## Zustieg
- Vom Parkplatz Kistenwinterstube ist die Hütte in 1 Std. erreichbar[3]

## Nachbarhütten
- Von der Blankensteinhütte zur Gründhütte (1295 m), Gehzeit 5,5 Std.
- Von der Blankensteinhütte zum Bodenschneidhaus (1353 m), Gehzeit 5 Std.
- Die nächstgelegenen Hütte ist das Wallberghaus (1507 m), Gehzeit 1 Std.[4]

## Gipfel
- Wallberg (1723 m), Gehzeit 1:30 Std.
- Setzberg (1706 m), Gehzeit 1:30 Std.
- Risserkogel (1826 m), Gehzeit 1:30 Std.
- Blankenstein (1768 m), Gehzeit 1:30 Std.[5]

## Karten
- Alpenvereinskarte BY15 Spitzingsee, Rotwand (1:25.000)[6]